# 法國外籍兵團第1外籍騎兵團
第1外籍騎兵團（法文：1er régiment étranger de cavalerie）為法國外籍兵團的一員，駐紮於法國沃克呂茲省奧蘭治，目前隸屬於法國第6輕裝甲旅。

## 沿革
- 1921年：法國開始編制第1外籍騎兵團。由於俄國革命之故，許多俄國難民加入此部隊。
- 1925年：派遣至敘利亞。
- 1927年：移防至摩洛哥。
- 1940年：開始與德軍的戰鬥，一直持續抵抗到休戰。
- 1943年：在突尼西亞與德軍戰鬥。
- 1944年：在南法國的普羅旺斯登陸。
- 1946年：前往法屬印度支那，參加法越戰爭（至1956年）。
- 1954年：參加阿爾及利亞戰爭（至1962年）。
- 1962年：阿爾及利亞戰爭結束，基於埃維昂協議將部隊的一部分駐屯於法國（至1967年）
- 1967年：改編為第14師指揮。
- 1978年：移駐查德。
- 1979年：再次移駐查德。
- 1983年：被派遣到黎巴嫩貝魯特。
- 1990年：波斯灣戰爭爆發，被編制到法國海外部隊「墨西哥鹿師」（法文：Division Daguet）內。
- 1992年：柬埔寨內戰結束後，加入聯合國部隊駐紮柬埔寨（至1993年）。
- 1993年：前往波士尼亞塞拉耶佛。同時也派遣至吉布地、查德及馬約特。
- 1997年：在剛果共和國布拉薩市擔任撤僑工作。
- 1999年：先至馬其頓共和國後，前往科索沃。

## 編制
- 團本部
- 團部連
- 第1連 - AMX-10RC
- 第2連 - AMX-10RC
- 第3連 - AMX-10RC
- 第4連 - AMX-10RC
- 偵察連
- 管理支援連（武器、車輛、通信等整備）

- 本團約有1,000名成員。
- 擁有AMX-10RC48台及約200台車輛。

## 主要装備

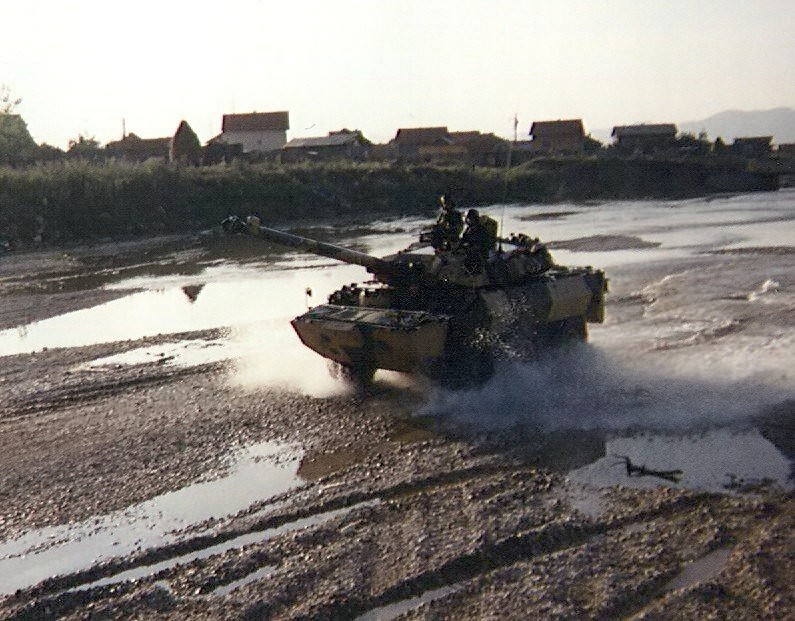
AMX-10 RC

- 貝瑞塔92
- FAMAS
- FR-F2
- FN Minimi
- AAT-F1
- 白朗寧M2
- ERYX反坦克導彈
- 米蘭反坦克飛彈
- HOT式反坦克飛彈
- AMX-10RC裝甲車
- VAB裝甲車
- VBL裝甲車
- 標緻P4
- TRM 2000卡車
- TRM 10000卡車
- GBC 180卡車

## 関連項目
- 法國軍事
- 法國陸軍
- 法國外籍兵團

## 外部連結
- Le portail de la Légion étrangère 法國外籍兵團 （页面存档备份，存于） （法文）（英文）